# Реда Рабеи
Реда Рабеи (на френски: Réda Rabeï) е френски футболист, който играе на поста централен полузащитник. Състезател на Ботев (Пловдив).

## Кариера
През сезон 2014/15, Рабеи вкарва 34 гола и става голмайстор на Дуе Гаян в Шампионата на Франция по футзал. Реда сменя футзала с футбол и преминава в отбора на Васкол през 2016 г., където отбелязва 8 гола в 10 срещи. След това преминава в Лига 2, в отбора на Амиен, за сезон 2016/17.
На 24 юни 2019 г. бива трансфериран в отбора от Първа датска дивизия Фремад Амагер.

### Ботев Пловдив
На 7 януари 2021 г. Рабеи подписва с пловдивския Ботев. Дебютира на 12 февруари при загубата с 0:2 като домакин на Арда.

### Факел Воронеж
На 31 януари 2023 г. Реда е изпратен под наем в руския Факел Воронеж.

## Национална кариера
Рабеи е играл за националния отбор на Франция по футзал.

## Личен живот
Реда е роден във Франция и е от алжирски произход.